# Världsmästerskapen i nordisk skidsport 2007
Världsmästerskapen i nordisk skidsport 2007 ägde rum i Sapporo i Japan mellan den 22 februari och 4 mars 2007. Arrangörsort utsågs av Internationella Skidförbundet vid en omröstning i Slovenien den 6 juni 2002.

## Längdskidåkning (damer)

### Sprint
22 februari 2007 vid Sapporo Dome
| Medalj | Tävlande        | Tid    |
| Guld   | Astrid Jacobsen | 2.50,9 |
| Silver | Petra Majdič    | 2.51,1 |
| Brons  | Virpi Kuitunen  | 2.51,2 |

### Sprintstafett
23 februari 2007
| Medalj | Lag                                              | Tid     |
| Guld   | (Riitta-Liisa Roponen, Virpi Kuitunen)           | 16.20,9 |
| Silver | (Evi Sachenbacher-Stehle, Claudia Künzel-Nystad) | 16.21,6 |
| Brons  | (Astrid Jacobsen, Marit Bjørgen)                 | 16.24,0 |

### 10 km fritt
27 februari 2007
| Medalj | Tävlande            | Tid     |
| Guld   | Kateřina Neumannová | 23.58,4 |
| Silver | Olga Savjalova      | 24.24,9 |
| Brons  | Arianna Follis      | 24.28,6 |

### 7,5 km + 7,5 km dubbeljakt
25 februari 2007
| Medalj | Tävlande               | Tid     |
| Guld   | Olga Savjalova         | 41:27.5 |
| Silver | Kateřina Neumannová    | 41:28.0 |
| Brons  | Kristin Størmer Steira | 41:29.6 |

### 30 km klassisk stil
3 mars 2007
| Medalj | Tävlande               | Tid       |
| Guld   | Virpi Kuitunen         | 1.29.47,1 |
| Silver | Kristin Størmer Steira | 1.29.54,0 |
| Brons  | Therese Johaug         | 1.31.09,9 |

### 4 x 5 km stafett
1 mars 2007
| Medalj | Lag                                                                          | Tid     |
| ------ | ---------------------------------------------------------------------------- | ------- |
| Guld   | Virpi Kuitunen, Aino-Kaisa Saarinen, Riitta-Liisa Roponen, Pirjo Manninen    | 54:18,6 |
| Silver | Stefanie Böhler, Viola Bauer, Claudia Künzel-Nystad, Evi Sachenbacher-Stehle | 54:30,5 |
| Brons  | Vibeke Skofterud, Marit Bjørgen, Kristin Størmer Steira, Astrid Jacobsen     | 54:34,3 |

## Längdskidåkning (herrar)

### Sprint
22 februari 2007
| Medalj | Tävlande            | Tid    |
| Guld   | Jens Arne Svartedal | 3.03,8 |
| Silver | Mats Larsson        | 3.04,0 |
| Brons  | Eldar Rønning       | 3.04,6 |

### Sprintstafett
23 februari 2007 
Målfoto fick avgöra finalen.
| Medalj | Lag                               | Tid     |
| Guld   | (Renato Pasini, Cristian Zorzi)   | 17.50,6 |
| Silver | (Nikolaj Morilov, Vasilij Rotjev) | 17.50,6 |
| Brons  | (Milan Šperl, Dušan Kožíšek)      | 17.51,3 |

### 15 km fri stil
28 februari 2007
Tävlingen präglades av ett snöfall som förstörde föret för de som startade i slutet av fältet, där alla de mer meriterade skidåkarna ingick. På grund av vädret lyckades startnummer tre Leanid Karnijenka överraskande ta silvret.
| Medalj | Tävlande          | Tid     |
| Guld   | Lars Berger       | 35.50,0 |
| Silver | Leanid Karnijenka | 36.25,8 |
| Brons  | Tobias Angerer    | 36.42,4 |

### 15 km + 15 km dubbeljakt
24 februari 2007
| Medalj | Tävlande                       | Tid       |
| Guld   | Axel Teichmann, Tyskland       | 1.11.35,8 |
| Silver | Tobias Angerer, Tyskland       | 1.11.36,3 |
| Brons  | Pietro Piller Cottrer, Italien | 1.11.36,7 |

### 50 km klassisk stil
4 mars 2007
| Medalj | Tävlande            | Tid       |
| Guld   | Odd-Bjørn Hjelmeset | 2:20:12,6 |
| Silver | Frode Estil         | 2:20:13,0 |
| Brons  | Jens Filbrich       | 2:20:17,1 |

### 4 x 10 km stafett
2 mars 2007
| Medalj | Lag                                                                     | Tid       |
| ------ | ----------------------------------------------------------------------- | --------- |
| Guld   | Eldar Rønning, Odd-Bjørn Hjelmeset, Lars Berger, Petter Northug         | 1.30.49,2 |
| Silver | Nikolaj Pankratov, Vasilij Rotjev, Alexander Legkov, Jevgenij Dementiev | 1.30.52,4 |
| Brons  | Martin Larsson, Mathias Fredriksson, Marcus Hellner, Anders Södergren   | 1.30.52,7 |

## Nordisk kombination

### 7,5 km sprint
23 februari 2007
| Medalj | Tävlande         | Längd (m) | Domarpoäng | Starttid (position) | Sluttid |
| Guld   | Hannu Manninen   | 125.0     | 118.5      | 0:49 (9)            | 17:40.2 |
| Silver | Magnus Moan      | 125.0     | 119        | 0:47 (8)            | 17:40.5 |
| Brons  | Björn Kircheisen | 134.0     | 130.8      | 0:00 (1)            | 18:09.7 |

### 15 km
3 mars 2007
| Medalj | Tävlande         | Hopp 1 | Hopp 2 | Domarpoäng | Starttid (position) | Sluttid |
| Guld   | Ronny Ackermann  | 95,0   | 95,5   | 252,0      | +0.34 (5)           | 38.35,6 |
| Silver | Bill Demong      | 89,5   | 94,5   | 235,5      | +1.40 (8)           | 38.44,1 |
| Brons  | Anssi Koivuranta | 96,5   | 101,5  | 257,5      | +0.12 (2)           | 38.44,3 |

### 4 x 5 km lagtävling
25 februari 2007
| Medalj | Lag                                                                   | Domarpoäng | Starttid (position) | Sluttid |
| Guld   | (Anssi Koivuranta, Janne Ryynänen, Jaakko Tallus, Hannu Manninen)     | 1043,3     | 0,0 (1)             | 49:14,9 |
| Silver | (Sebastian Haseney, Ronny Ackermann, Tino Edelmann, Björn Kircheisen) | 993,9      | +49,4 (3)           | 49:43,3 |
| Brons  | (Håvard Klemetsen, Espen Rian, Petter Tande, Magnus Moan)             | 1003,9     | +39,4 (2)           | 50:26,9 |

## Backhoppning

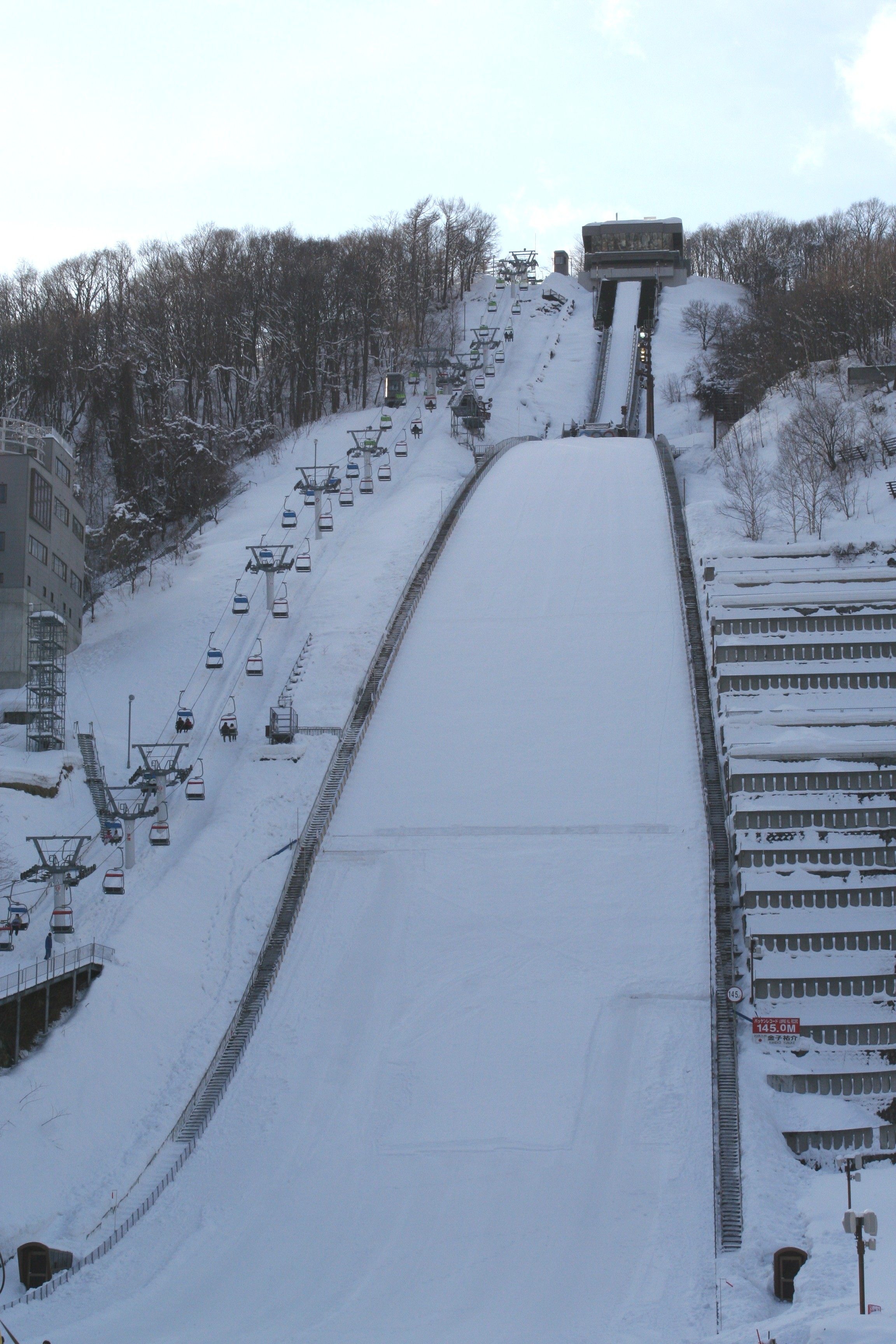
Skidbacken Sapporo, 2007

### Normalbacke (HS100)
3 mars 2007
| Medalj | Tävlande           | Hopp 1 (m) | Hopp 2 (m) | Totala Poäng |
| Guld   | Adam Małysz        | 102,0      | 99,5       | 277,0        |
| Silver | Simon Ammann       | 96,5       | 96,0       | 255,5        |
| Brons  | Thomas Morgenstern | 96,0       | 95,0       | 254,5        |

### Stora backen (HS134)
24 februari 2007
| Medalj | Tävlande       | Hopp 1 (m) | Hopp 2 (m) | Totala Poäng |
| Guld   | Simon Ammann   | 125,0      | 134,5      | 266,1        |
| Silver | Harri Olli     | 124,0      | 136,5      | 265,9        |
| Brons  | Roar Ljøkelsøy | 123,0      | 135,0      | 262,9        |

### Lagtävling
25 februari 2007
| Medalj | Lag       | Tävlande                                                                | Hopp 1 (m)              | Hopp 2 (m)              | Totala Poäng |
| Guld   | Österrike | Wolfgang Loitzl Gregor Schlierenzauer Andreas Kofler Thomas Morgenstern | 125.0 123.5 130.0 126.0 | 133.5 117.5 128.5 125.0 | 1000.2       |
| Silver | Norge     | Tom Hilde Anders Bardal Anders Jacobsen Roar Ljøkelsøy                  | 122.5 119.0 122.0 134.0 | 130.5 114.5 117.0 126.5 | 953.3        |
| Brons  | Japan     | Shōhei Tochimoto Takanobu Okabe Daiki Itō Noriaki Kasai                 | 118.0 121.0 117.0 128.0 | 110.0 120.0 131.5 117.5 | 905,9        |

## Medaljligan
| Placering | Nation    | Guld | Silver | Brons | Totalt |
| --------- | --------- | ---- | ------ | ----- | ------ |
| 1         | Norge     | 5    | 4      | 7     | 16     |
| 2         | Finland   | 5    | 1      | 2     | 8      |
| 3         | Tyskland  | 2    | 4      | 3     | 9      |
| 4         | Ryssland  | 1    | 3      | 0     | 4      |
| 5         | Tjeckien  | 1    | 1      | 1     | 3      |
| 6         | Schweiz   | 1    | 1      | 0     | 2      |
| 7         | Italien   | 1    | 0      | 2     | 3      |
| 8         | Österrike | 1    | 0      | 1     | 2      |
| 9         | Polen     | 1    | 0      | 0     | 1      |
| 10        | Sverige   | 0    | 1      | 1     | 2      |
| 11        | Slovenien | 0    | 1      | 0     | 1      |
|           | Belarus   | 0    | 1      | 0     | 1      |
|           | USA       | 0    | 1      | 0     | 1      |
| 14        | Japan     | 0    | 0      | 1     | 1      |

## Övrigt
Ryssen Sergej Sjirjajev åkte fast i en dopningskontroll. Han testades positivt för EPO.

### Fotnoter
1. ↑  ”SVT Sport”. 4 mars 2007. http://svt.se/2.58360/1.774477/utskriftsvanligt_format?printerfriendly=true. Läst 30 juni 2011.[död länk]